# حردان (قرية)
حردان (بالكردية: هه‌ردان)‏ هي قرية تقع في قضاء سنجار وتحديدا شمال جبل سنجار ضمن محافظة نينوى في العراق. وتعد من المناطق المتنازع عليها في العراق. تتميز القرية بأنها ذات أغلبية سكانية من الإيزيديين.
في أغسطس 2014، قام تنظيم الدولة الإسلامية (داعش) بالهجوم والسيطرة على قضاء سنجار، وكانت قرية حردان إحدى القرى التي شهدت مجزرة بحق الإيزيديين. حيث تم الإبلاغ عن مقتل ما بين 250 إلى 300 رجل في القرية.

## وصلات خارجية
- صور.. فتح 7 مقابر جماعية لإيزيديين قتلهم داعش في سنجار
- حردان، سنجار – بعد سبع سنوات من هجمات داعش